# Kojima Tatsuya
Tatsuya Kojima (sinh ngày 25 tháng 6 năm 1976) là một cầu thủ bóng đá người Nhật Bản.

## Sự nghiệp câu lạc bộ
Tatsuya Kojima đã từng chơi cho Cerezo Osaka.